# والتر سينتينو
والتر سينتينو كوريا (بالإسبانية: Walter Centeno)‏ (مواليد 6 أكتوبر 1974 في بالمار سور) لاعب كرة قدم كوستاريكي دولي يجيد اللعب في خط الوسط . يلعب حاليا لصالح نادي سابريسا الكوستاريكي منذ 2003 .

## روابط خارجية
- والتر سينتينو على موقع الاتحاد الدولي (مؤرشف)  (الإنجليزية)
- والتر سينتينو على موقع قاعدة بيانات كرة القدم.إي يو (الإنجليزية)
- والتر سينتينو على موقع ناشيونال فوتبول تيمز (الإنجليزية)
- والتر سينتينو على موقع Soccerway.com (الإنجليزية)
- والتر سينتينو على موقع عالم كرة القدم.نت (الإنجليزية)
- والتر سينتينو على موقع كووورة